# Palazuelos de la Sierra
Palazuelos de la Sierra ist ein Ort und eine 93 Einwohner (Stand: 2024) zählende Gemeinde der Provinz Burgos in der Autonomen Gemeinschaft Kastilien-León (Castilla y León). Sie gehört zur Comarca Alfoz de Burgos.

## Lage
Palazuelos de la Sierra liegt etwa 28 Kilometer südöstlich von Burgos auf einer durchschnittlichen Höhe von 1115 m am Río Seco. 

## Bevölkerungsentwicklung
| Jahr      | 1970 | 1981 | 1991 | 2001 | 2011 | 2020 |
| Einwohner | 134  | 86   | 70   | 78   | 70   | 87   |

## Sehenswürdigkeiten
- Bartholomäuskirche (Iglesia de San Bartolomé) in Quintanalara